# Ladholmen (Värmdö kommun)

Ladholmen är en 0,49 km² stor ö i Stockholms skärgård i Värmdö kommun. Ladholmen ligger i Djurö socken, strax norr om Nämdö i Nämdö socken. Ön är privatägd och det finns ingen reguljär båttrafik till ön.

## Historia
Liksom den österut liggande Aspön var Ladholmen länge utö och betesholme till Vånö gård på Runmarö. Som namnet antyder hade Runmaröbönderna lador på ön vari hö förvarades innan den togs hem på isen till Vånö gård. År 1879 friköptes den från Vånö gård och ön har sedan dess haft bofast befolkning. Jordbruk (16 tunnland) bedrevs på ön fram till 1955. Men det var framför allt fiske som var öbornas levebröd. Idag finns 20 fastigheter på ön, varav tre är bebodda året om.

## Geografi
Ladholmen är en bergig ö med mycket barrskog samt inslag med al och ask. På äldre sjökartor är ön tudelad och än idag finns det ett smalt näs vid en plats som benämns Vårlängtan. Ön är som störst norr om näset med bergsklackar på 40 meter över havet. Vid näsets östra sand finns en vik som heter Strömmingsvarpet, efterledet 'varp' tyder på att strömmingsfiske bedrivits på platsen och att man där kunnat dra not. Vid näsets västra strand ligger en vik och äng som benämns Engelska trädgården. Där ska en engelsman förlist och sedan ha planterat ett träd på platsen. De små skären Fårkobben och Strömskäret har genom landhöjningen förenats med Ladholmen vid dess östra strand. Öst om Strömskäret finns ett smalt sund, Strömskärsund, som skiljer ön från Högholmen. Den senare är en liten men hög holme som ligger inklämd mellan Aspön och Ladholmen. Ladholmen södra udde kallas just Söderudden och utanför den finns ett ovanvattensgrund där en rostig markeringsboj har blivit uppallad, idag ofta använt som sjömärke och markerad på Hydrographicas sjökort.
Väster om Ladholmen ligger Ladholmsfjärd och på andra sidan den Munkö, känd för sin flora med många orkidéer samt berggrund av kalksten som brutits sedan medeltiden. Söder om Ladholmen ligger det som förr kallades Aspasund. Det var en medeltida segelled in till Stockholm och bevakades  med vårdkase vid Nämdö böte. Idag utgör Aspasundet gränsen mellan landskapen Uppland och Södermanland. Norr om Ladholmen ligger Brännholmen, idag landfast med Söderholmen.

## Fotnoter
1. ↑  Källgård, Anders (2005). Sveriges öar. Kristianstad: Carlsson Bokförlag. sid. 310. ISBN 91-7203-465-3
2. ↑  Källgård, Anders (2005). Sveriges öar. Kristianstad: Carlsson Bokförlag. sid. 311. ISBN 91-7203-465-3
3. ↑  ”Ortnamnsregistret, Institutet för språk och folkminnen”. Arkiverad från originalet den 27 november 2020. https://web.archive.org/web/20201127020245/http://www4.sprakochfolkminnen.se/NAU/bilder/_s1ab001/324311b1.htm. Läst 19 juni 2017.
4. ↑  “Om Stockholms Jurisdiction, i anseende till sjöfarten i skärgården, bör här anmärkas Rådst. Balkens XII Cap. i Stadslagen, som stadgar, att för förbrytelser, hwilka skedde mellan Stockholm och Aspasund, skulle bötas efter Stadens rätt; äfwensom mellan Staden och Kungshamn och mellan Staden och Korsshamn, eller i Åsöna, som stadens mark är.” (Ur Stockholms Stads Historia, från stadens anläggning till närwarande tid, utgiven av Nils Lundequist på Zacharias Hæggströms förlag)
5. ↑  Sörenson, Ulf (2016). Skärgården - Vägvisare från Örskär till Landsort. sid. 284. ISBN 978-91-85581-99-3